# الأميرة فيفي
الأميرة نيڤرتاري دي. ڤيڤي هي شخصية خيالية من تأليف إييتشيرو أودا، ظهرت أول مرة في الحلقة 62 من الأنمي وهي أميرة مملكة ألاباستا. كانت إحدى أعضاء شركة باروك وركس (مس. وينزداي) بهدف التجسس على المنظمة وبعدها انفصلت عنهم وقابلت طاقم قبعة القش وساعدوها على الوصول لهدفها وهو إرجاع مملكة ألاباستا إلى ما كانت عليه قبل الثورة وقبل أن يسيطر عليها الزعيم الصفر الملقب بكروكودايل ووالدها هو حاكم ألاباستا.

## السيرة الذاتية
- الاسم: نيڤرتاري دي. ڤيڤي
- العمر:
  - 16 عامًا (الظهور الأول)
  - 18 عامًا (بعد السنتين)
- تاريخ الميلاد: 2 فبراير
- الطول: 169 سم
- فصيلة الدم: F
- أول ظهور لها:
  - المانغا – الفصل 103
  - الأنمي – الحلقة 62
- ألقابها:
  - السّيّدة الأربعاء (Misu Wenzudē ミス・ウェンズデー؟، باروك وركس).
- مؤديّة الصوت الياباني: ميسا واتانابي

- الشعر: أزرق طويل

- الأسلحة: سلاح دوراني حاد ويساعدها ويدافع عنها حيوانها المدلل كارو.

## روابط خارجية
- ~ .. ـآميرة: آراباستاَ - فيفيّ.. ~